# Estudo da juventude matematicamente precoce
O Estudo da Juventude Matematicamente Precoce (Study of Mathematically Precocious Youth ou SMPY em inglês) é um estudo longitudinal prospectivo de pessoas (principalmente nos Estados Unidos) identificadas por pontuações de 700 ou mais em uma seção do Teste de Raciocínio SAT antes dos 13 anos de idade. É um dos estudos longitudinais mais longos sobre jovens superdotados na história mundial. Os pesquisadores do estudo usaram dados de pesquisa dos participantes para avançar hipóteses sobre o desenvolvimento de talentos e preferências ocupacionais.
O Estudo da Juventude Matematicamente Precoce foi fundado por Julian Stanley em 1971 na Universidade Johns Hopkins, com financiamento da recém-criada Fundação Spencer. Em 1986, a sede do estudo mudou-se para a Iowa State University, onde Camilla Benbow liderou o estudo até 1990. Desde aquele ano, o estudo é liderado por Benbow e David Lubinski. Em 1998, a sede do estudo mudou novamente, desta vez para a  Vanderbilt University.

## Descobertas
As respostas da pesquisa sugerem que os superdotados têm necessidades educacionais diferentes e realizam muito mais na escola e no trabalho do que os superdotados moderados.  Homens e mulheres talentosos também têm habilidades, interesses e preferências de estilo de vida diferentes,   embora muitas vezes expressem níveis semelhantes de satisfação intelectual e alcancem credenciais educacionais avançadas em taxas semelhantes. As diferenças sexuais que outros investigadores encontraram na dimensão coisas-pessoas em populações normativas se manifestaram na educação e no trabalho, entre os adolescentes que Benbow, Lubinski e seus associados estudaram. O SMPY descobriu que indivíduos talentosos com inclinações acentuadas tendem a seguir carreiras que se baseiam em suas forças cognitivas. Jovens altamente capazes com habilidades matemáticas notavelmente mais fortes do que habilidades verbais frequentemente estudam e trabalham em ciências e engenharia, enquanto adolescentes com pontuações melhores na seção verbal do que matemática frequentemente estudam humanidades, artes, ciências sociais ou direito. Indivíduos com habilidades matemáticas e verbais comparáveis não seguiram trajetórias tão definidas, embora muitos homens com o perfil de habilidade "alto-plano" tenham buscado atividades educacionais e vocacionais em ciências.  